# Park Beck
Der Park Beck ist ein Wasserlauf im Lake District, Cumbria, England.
Der Park Beck entsteht aus dem Zusammenfluss von Highnook Beck und Whiteoak Beck östlich des Carling Knott. Er fließt zunächst in nördlicher Richtung, wendet sich mit der Mündung des Dub Beck aber in südöstlicher Richtung, in  die er bis zu seiner Mündung in das Crummock Water fließt.